# Église Notre-Dame de Magescq
L'église Notre-Dame est située à Magescq, dans les Landes.

## Description
L'édifice est inscrit aux monuments historiques depuis 1969.

## Galerie d'images

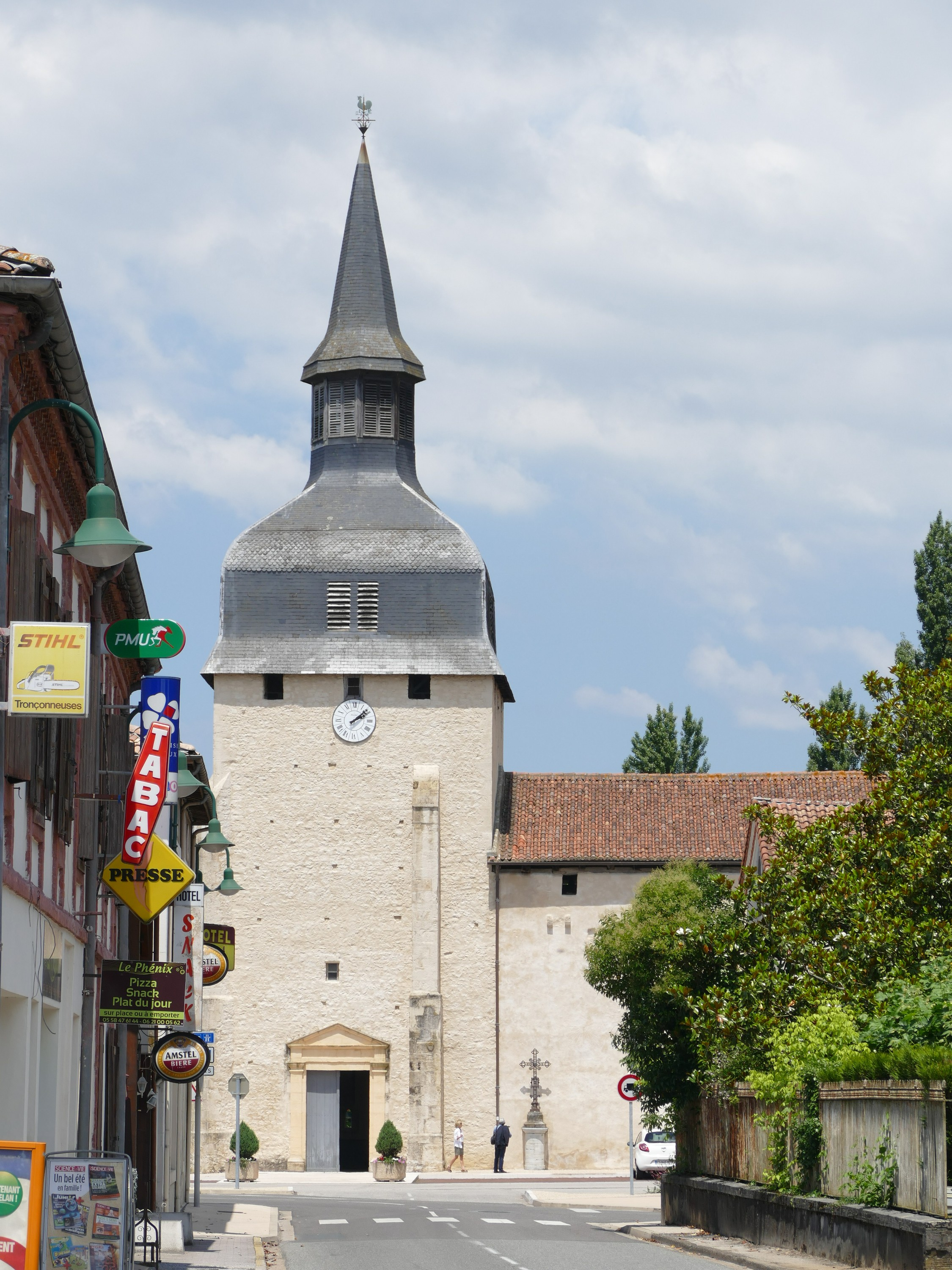
Le clocher
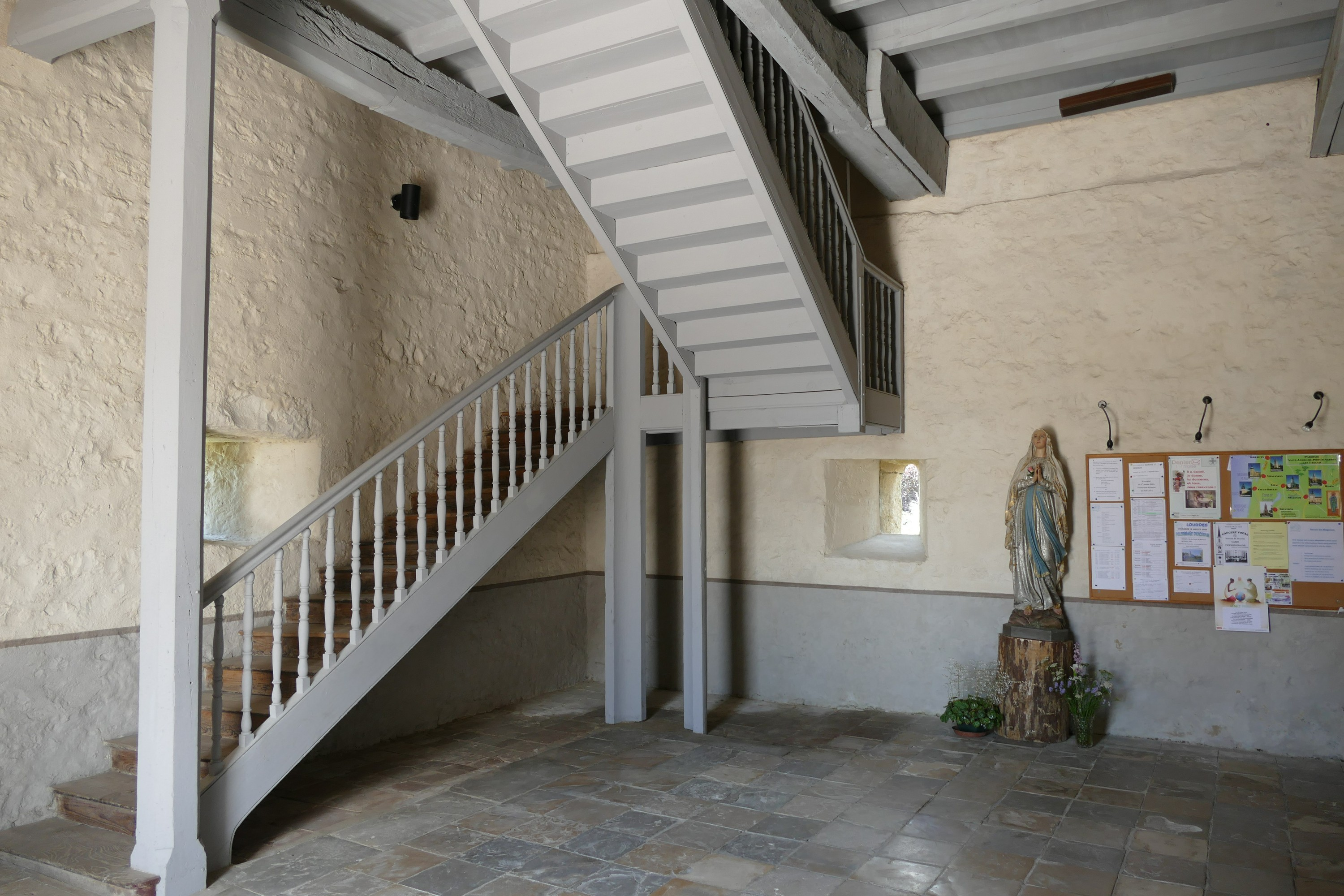
Le narthex
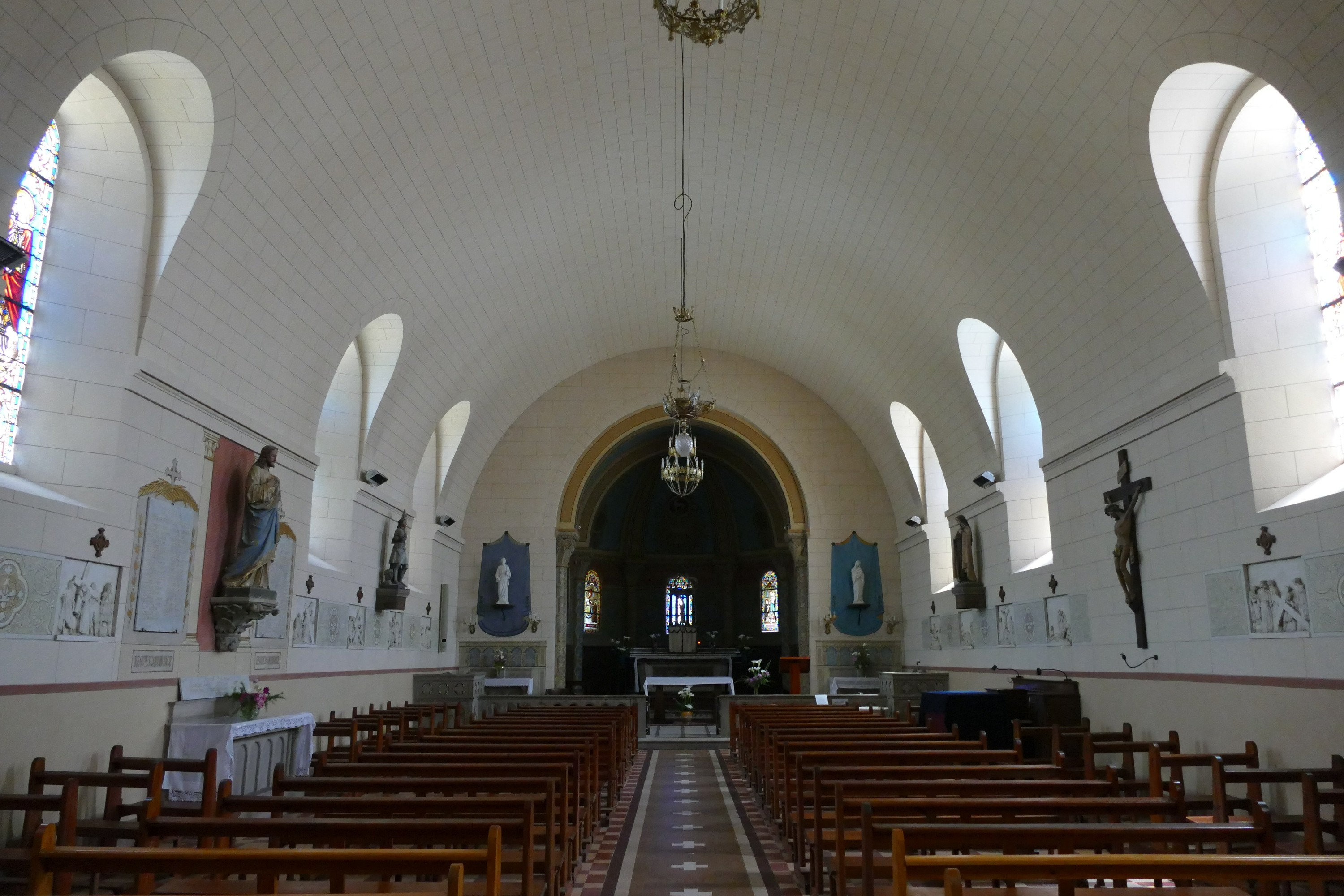
La nef
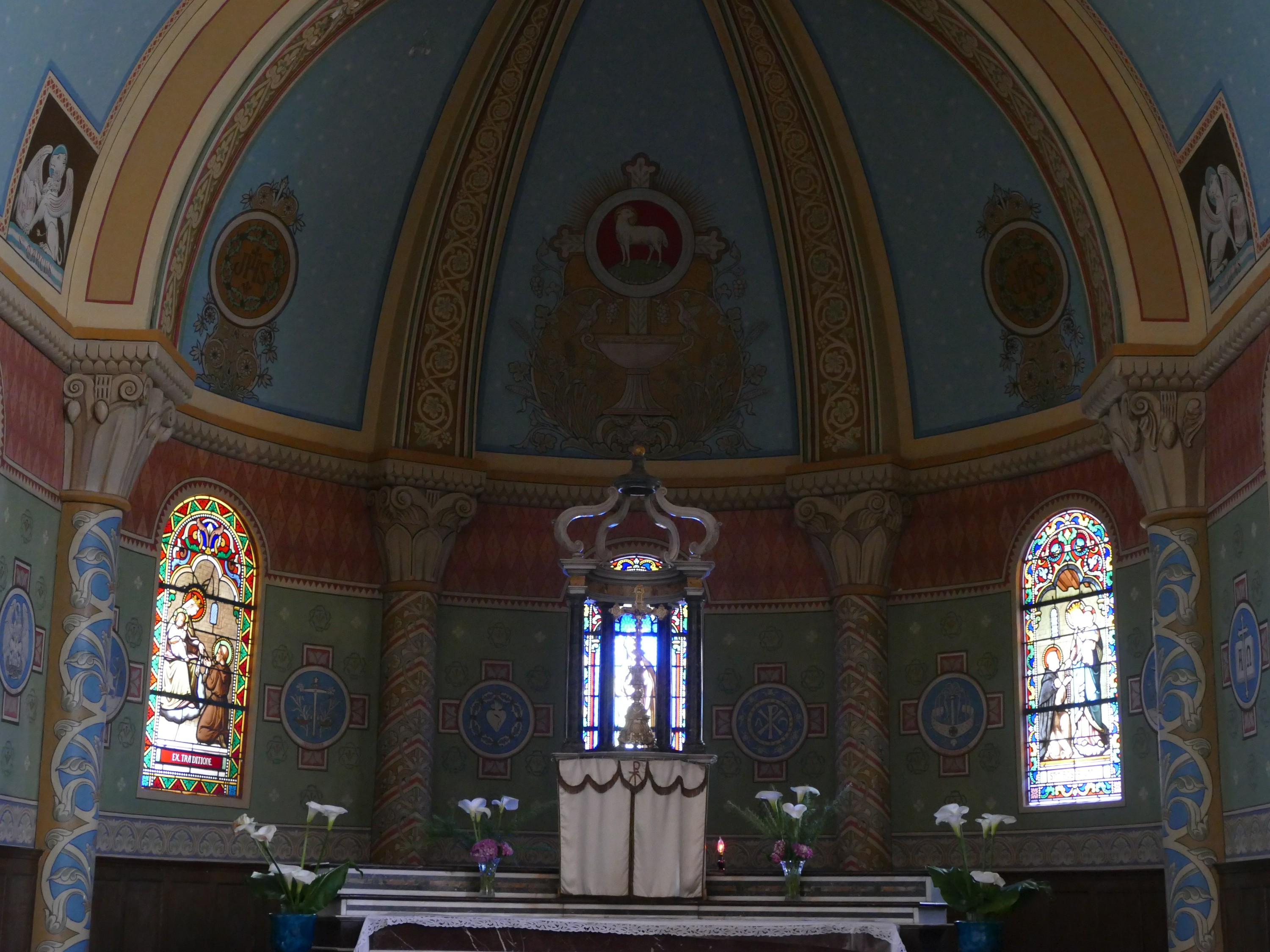
Le chœur
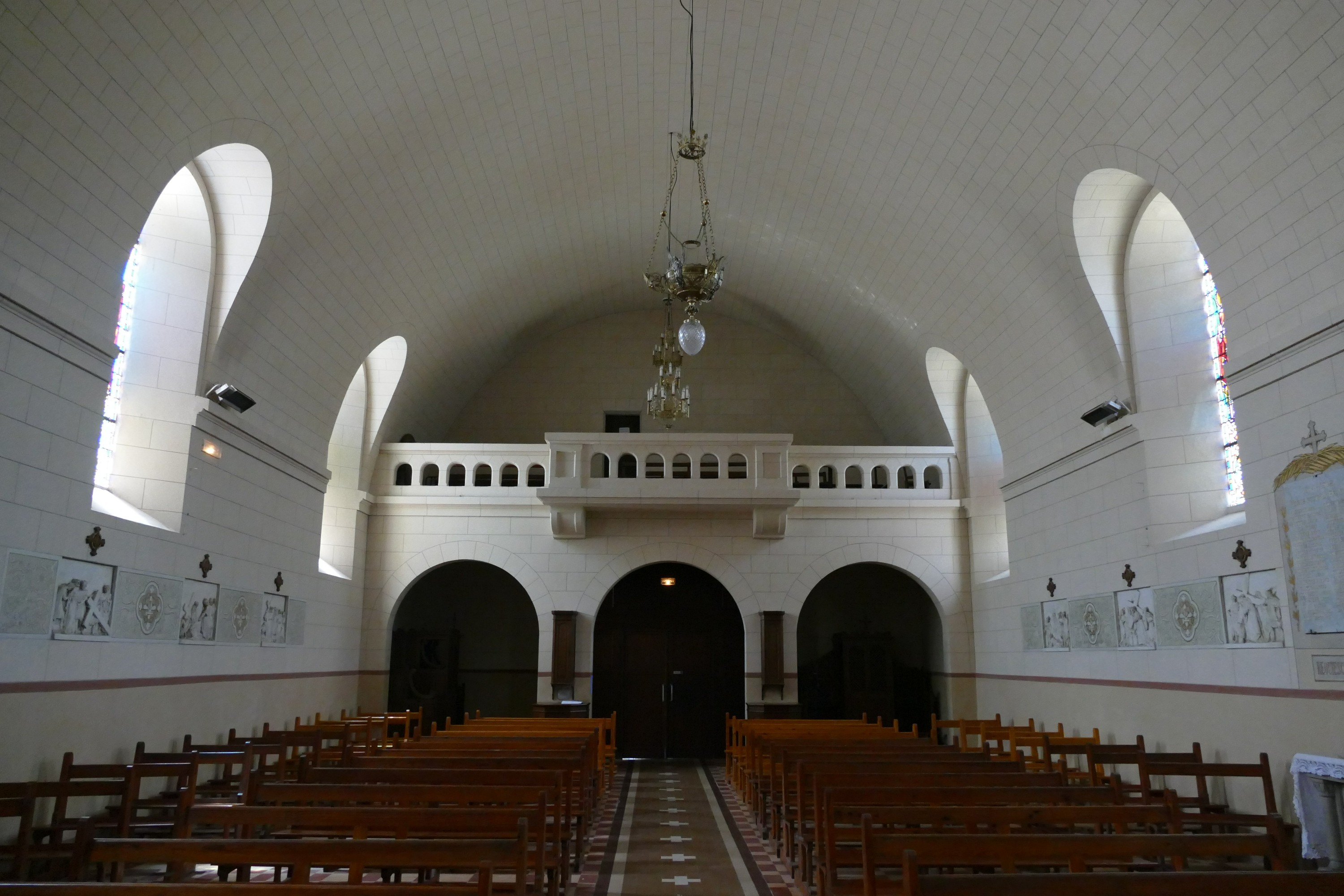
La nef et l'entrée
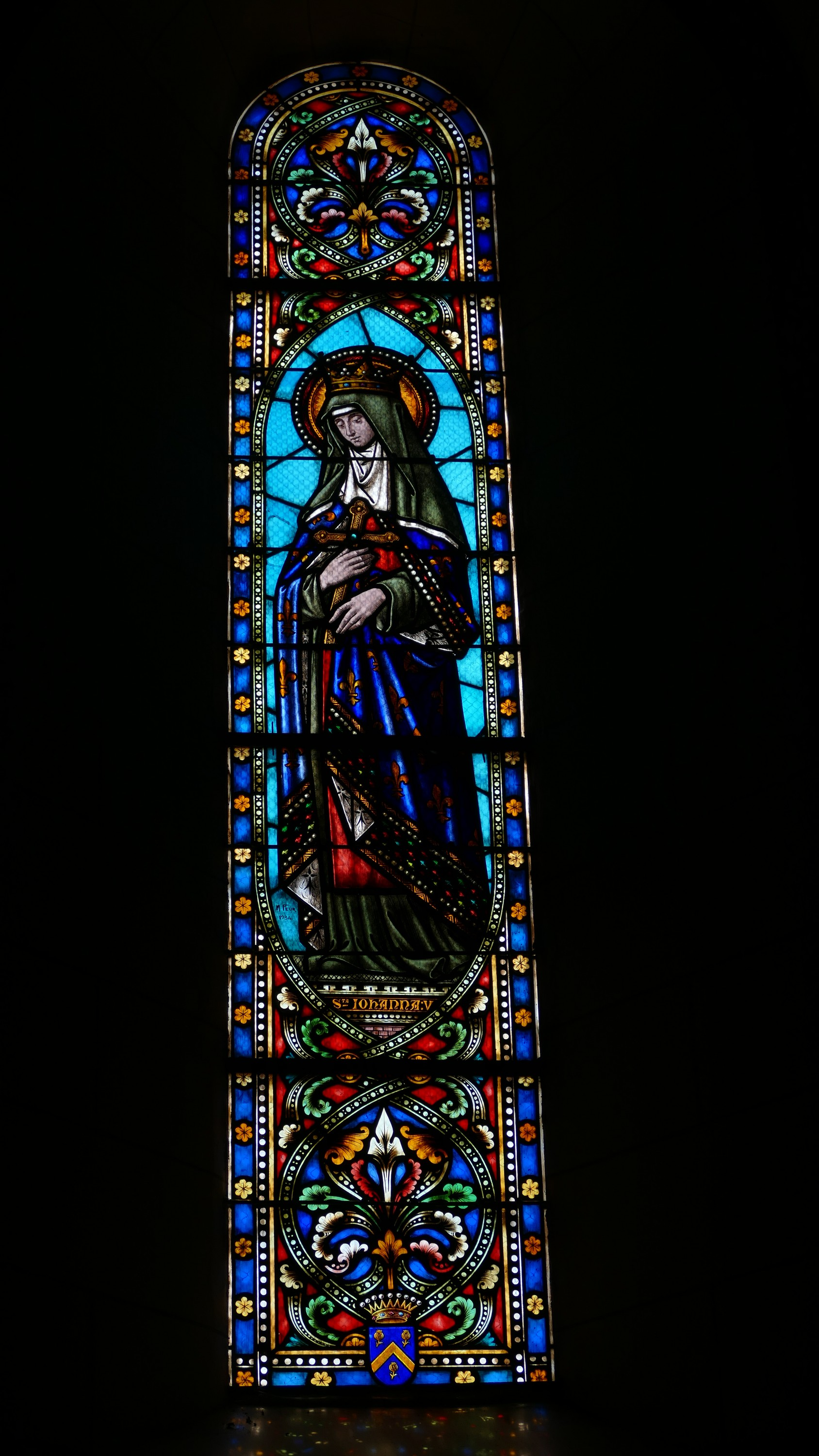
Vitrail
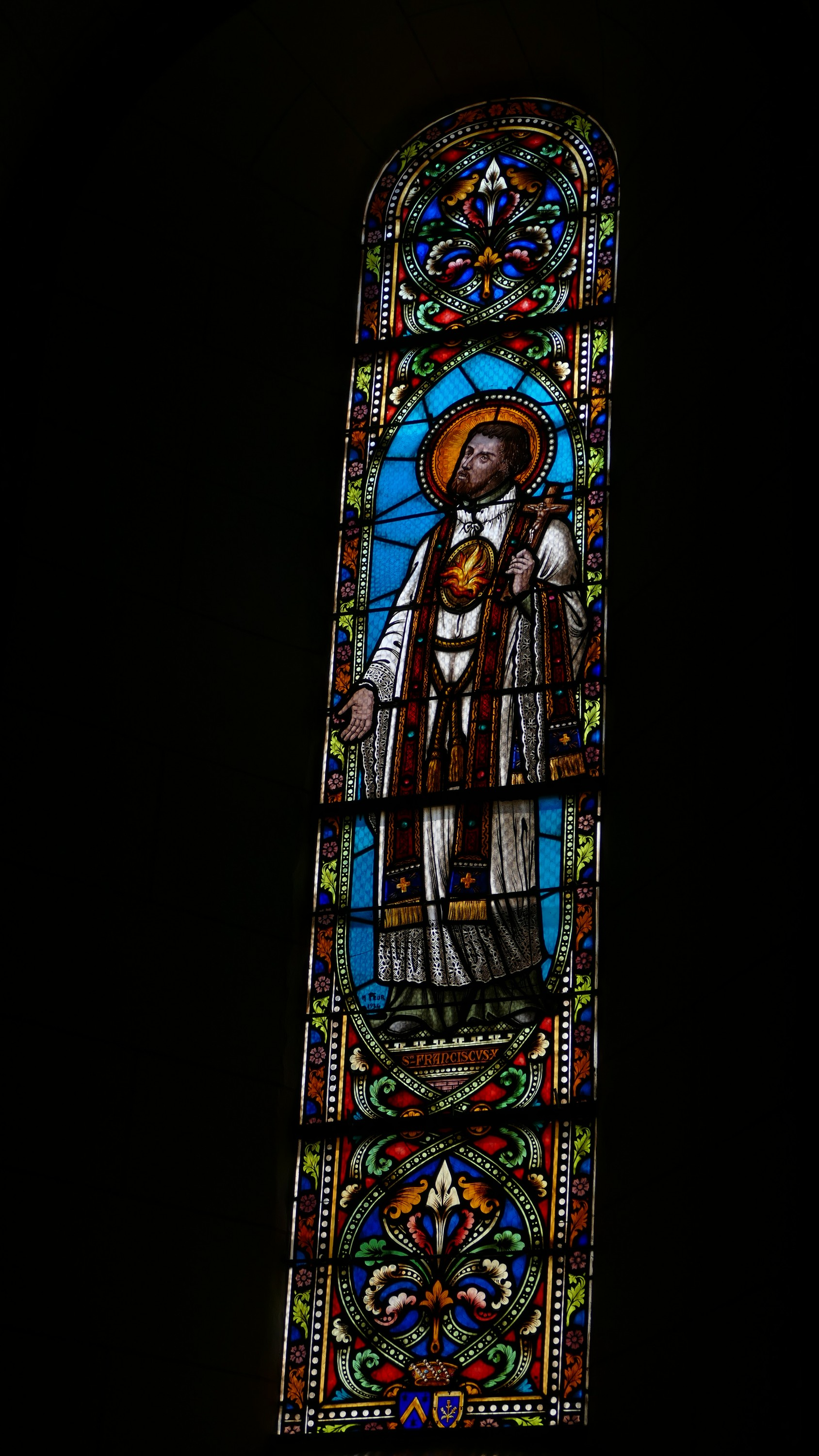
Vitrail